# Episodi de I Campbell (prima stagione)
La prima stagione della serie televisiva I Campbell è stata trasmessa in anteprima in Canada dalla CTV Television Network nel corso del 1986.
| nº | Titolo originale             | Titolo italiano | Prima TV Canada   | Prima TV Italia |
| -- | ---------------------------- | --------------- | ----------------- | --------------- |
| 1  | A Magic Medicine             |                 | 11 gennaio 1986   |                 |
| 2  | A Great Decision             |                 | 1986              |                 |
| 3  | First Day                    |                 | 18 gennaio 1986   |                 |
| 4  | The Haunting                 |                 | 1986              |                 |
| 5  | 75 Miles from Anywhere       |                 | 21 settembre 1986 |                 |
| 6  | The Visitors                 |                 | 1986              |                 |
| 7  | A Real Lady                  |                 | 1986              |                 |
| 8  | Treasure of Jean Lafitte     |                 | 7 settembre 1986  |                 |
| 9  | Gift Horse                   |                 | 1986              |                 |
| 10 | Vendetta                     |                 | 12 ottobre 1986   |                 |
| 11 | To Love and Protect          |                 | 17 agosto 1986    |                 |
| 12 | Heaven Sent                  |                 | 3 agosto 1986     |                 |
| 13 | Rites of Passage             |                 | 1986              |                 |
| 14 | A Pig at Large               |                 | 10 agosto 1986    |                 |
| 15 | Autumn and Smoke (Part 1)    |                 | 6 luglio 1986     |                 |
| 16 | Autumn and Smoke (Part 2)    |                 |                   |                 |
| 17 | Burning Cures                |                 | 1986              |                 |
| 18 | Harvest Gold                 |                 | 20 luglio 1986    |                 |
| 19 | Free and Clear               |                 | 24 agosto 1986    |                 |
| 20 | Declarations of Independence |                 | 27 luglio 1986    |                 |
| 21 | Child of Fortune             |                 | 1986              |                 |
| 22 | End of the River             |                 | 1986              |                 |